# Інститут Балашші
Інститут Балашші (угор. Balassi Intézet) — всесвітньо-відома не комерційна культурна організація, яка підпорядковується Міністерству Освіти та Культури Угорщини. Інститут поширює і просуває угорську мову і культуру за кордоном. Інститут грає ключову роль в розвитку культурної дипломатії Угорщини . Як центр організації, інститут Балаші керує всією діяльністю угорських інститутів за кордоном. Він названий на честь угорського лірика епохи Відродження Балінта Балашші.

## Балінт Балашші

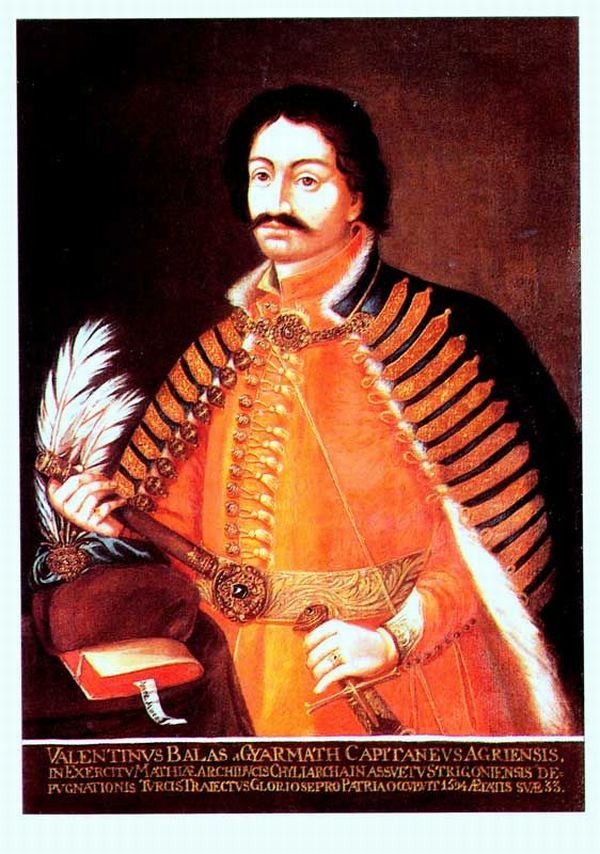
Балашші Балінт

Балінт Балашші походив із дворянської кальвіністської сім'ї, здобув гарну освіту, володів сімома мовами. Рік навчався в Нюрнберзі (1565). В Угорщині виховувався протестантським проповідником Петером Борнемісою. Втратив майно і вступив на військову службу. Воював з турецькими і польськими військами, був поранений, потрапив у польський полон. У 1586 році перейшов в католицтво. Загинув від ран, отриманих під час облоги Естерґома. Перший опублікований твір — переклад з німецької книги лютеранського пастора Міхаеля Бокка «Садок цілющих трав для недужих душ». Автор духовних віршів, патріотичних і військових пісень, любовної лірики, перекладень з латині і німецької. Прекрасно знаючи кочове, небезпечне життя солдата, Балашші в своїх віршах оспівував стрімкий біг бойового коня, хоробрість і завзятість бувалих вояків, простори степів і терпкий смак золотистого вина. Тривога за батьківщину не переростає у Балашші в трагічні стогони, патріот Балашші готовий з радістю віддати за батьківщину життя. Поззия Балашші виявилася дуже близькою до народної пісенної творчості. Духовні вірші були опубліковані в 1631. Любовні ж вірші Балашші поширювалися в рукописах і були вперше надруковані лише в 1874 році, коли один зі списків виявили в бібліотеці Радван. Цикл віршів «До Юлії» по праву вважається перлиною угорської поезії на всі часи. Любовна лірика Балашші відрізняється оригінальністю, але тим не менш несе відбиток творчості великих італійців Данте і Петрарки.

## Історія
1895

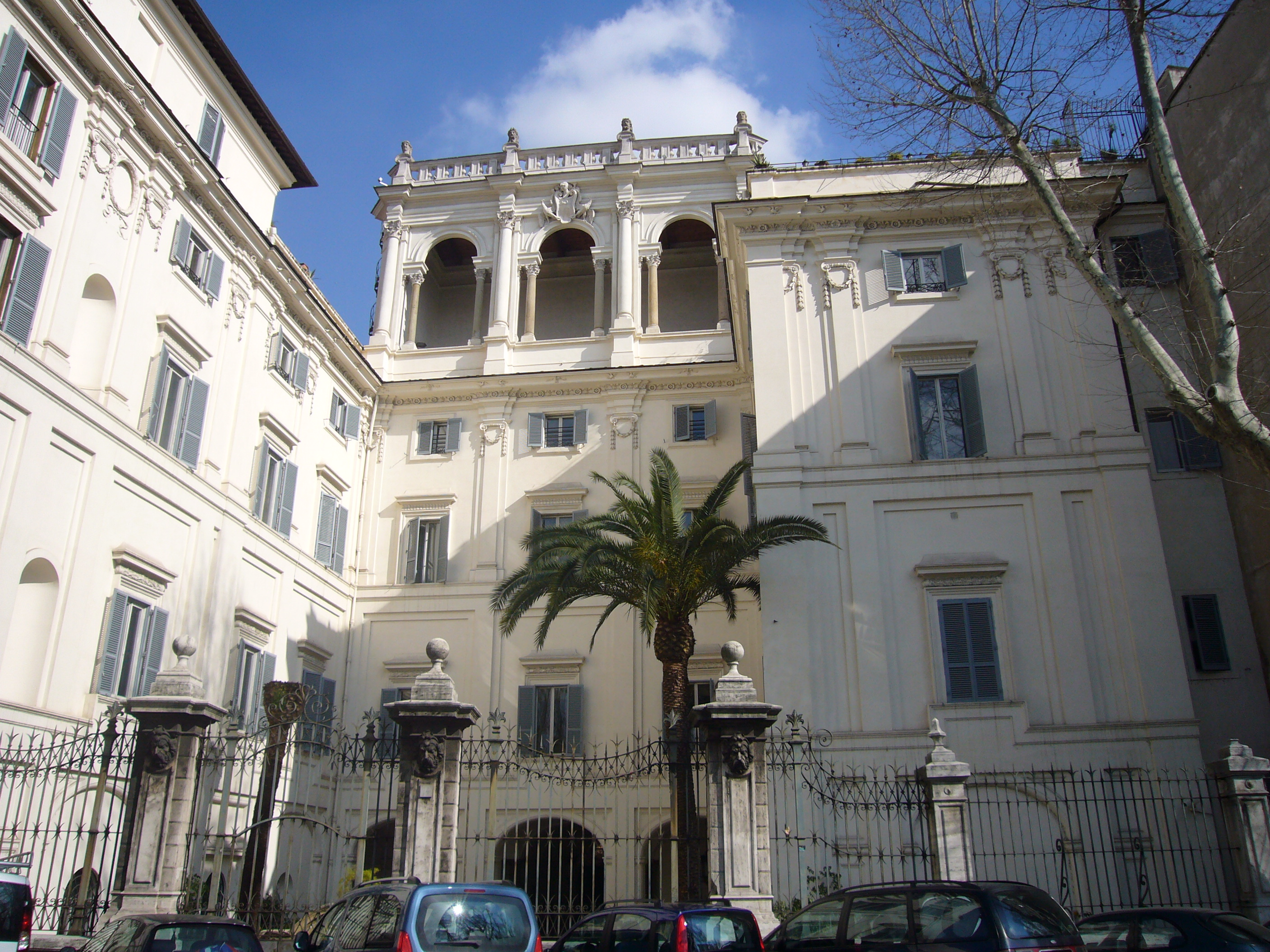
Угорський Історичний Інститут у Римі (Угорський Колегіум)

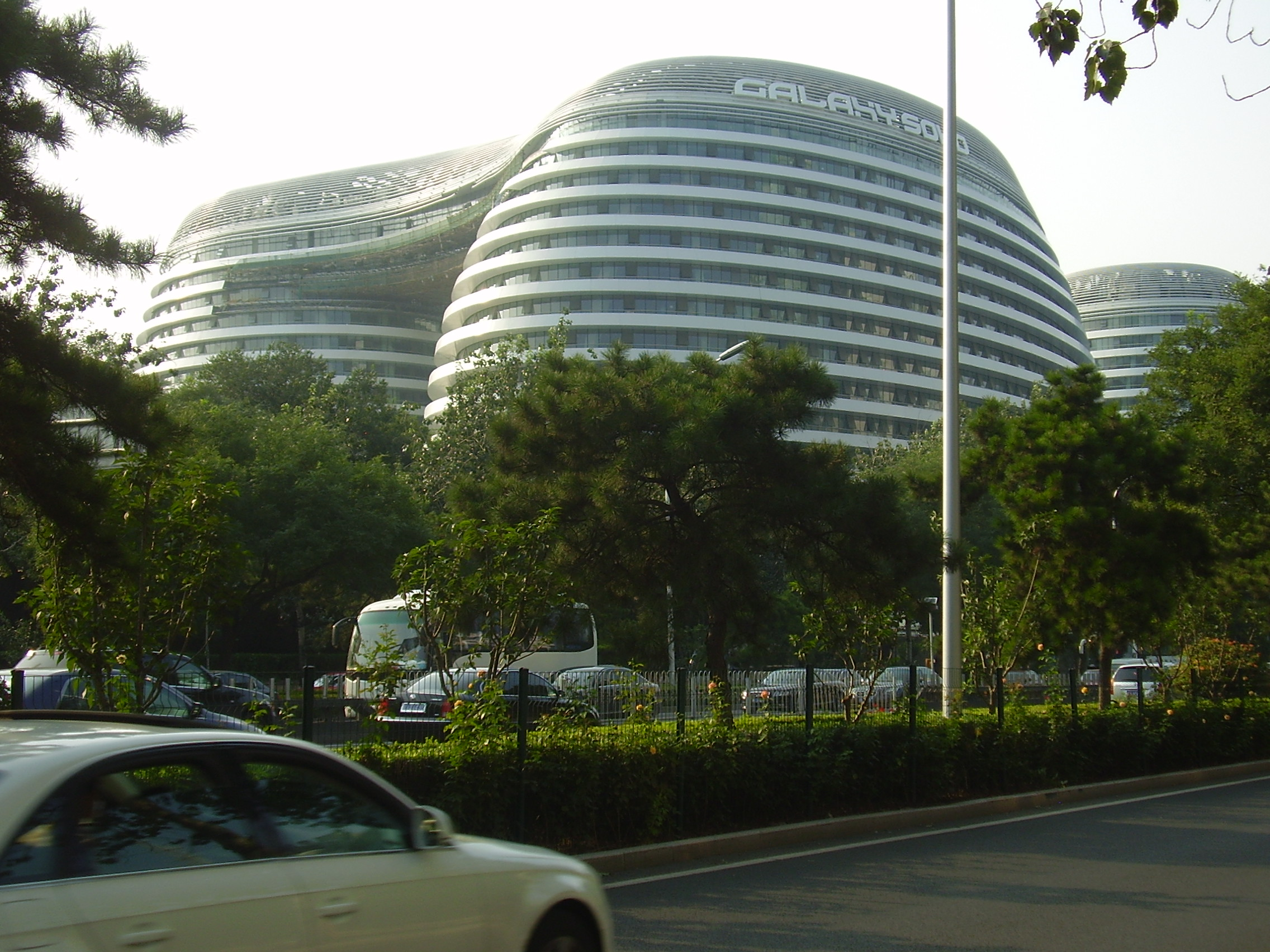
Центр Угорської культури в центрі Китаю

Заснування Угорського Історичного Інституту в місті Рим (працював до 1913)
1917

Заснування Угорського Наукового Інституту в місті Константинополь (працював лише до 1918)
1920

Заснування Угорського Історичного Інституту у місті Відень
1923

Відновлення Угорського Історичного Інституту в місті Рим
1924

Заснування Угорських Колегіумів у країнах: Австрія та Німеччина
1948

Заснування інституту в містах: Софія і Варшава
1949

Заснування інституту Культурних відносин
1953

Заснування Інституту в місті Прага
1973

Заснування Угорського Інституту в Східному Берліні (Будинок угорської культури)
1974

Заснування Інституту в місті Каїр
1978

Заснування Інституту в місті Делі
1980

Заснування Інституту в місті Гельсінкі
1990

Заснування Інститутів у таких містах: Штутгарт і Москва
1991

Заснування Інституту в місті Братислава
1992

Заснування Інституту в місті Бухарест
1992

Заснування Інституту в місті Таллінн
1999

Заснування Інституту в місті Лондон
2001

Заснування Інституту в місті Нью-Йорк
2004

Заснування Інституту в місті Брюссель
2006

Заснування Інституту в місті Сфинту-Георге
2013

Заснування Інститутів у країнах: Китай та Туреччина
2014

Заснування Інституту в місті Загреб